# シュコダ36Tr
シュコダ36Tr（チェコ語: Škoda 36 Tr）は、チェコのシュコダ・エレクトリックが展開するトロリーバス車両。トルコのテム・サが製造する車体を用いたノンステップバスで、「T'CITY 12」とも呼ばれる。

## 概要
チェコのシュコダ・エレクトリックは2000年代以降世界各国のバスメーカーが生産する車体を用いたトロリーバスの開発・展開を行っている。その中でシュコダ36Trは、トルコの車体製造会社（コーチビルダー）であるテム・サが展開するアベニュー・エレクトロン（Avenue Electron）と同型の車体を用いた車種である。
全長12 mのノンステップバスで、車内には車椅子用のフリースペースや冷暖房が完備されている。制動装置には電力が回収可能な回生ブレーキが用いられている他、顧客の要望に基づき架線が無い区間でも最大15 kmまで走行可能なよう充電池を設置することも出来る構造になっている。

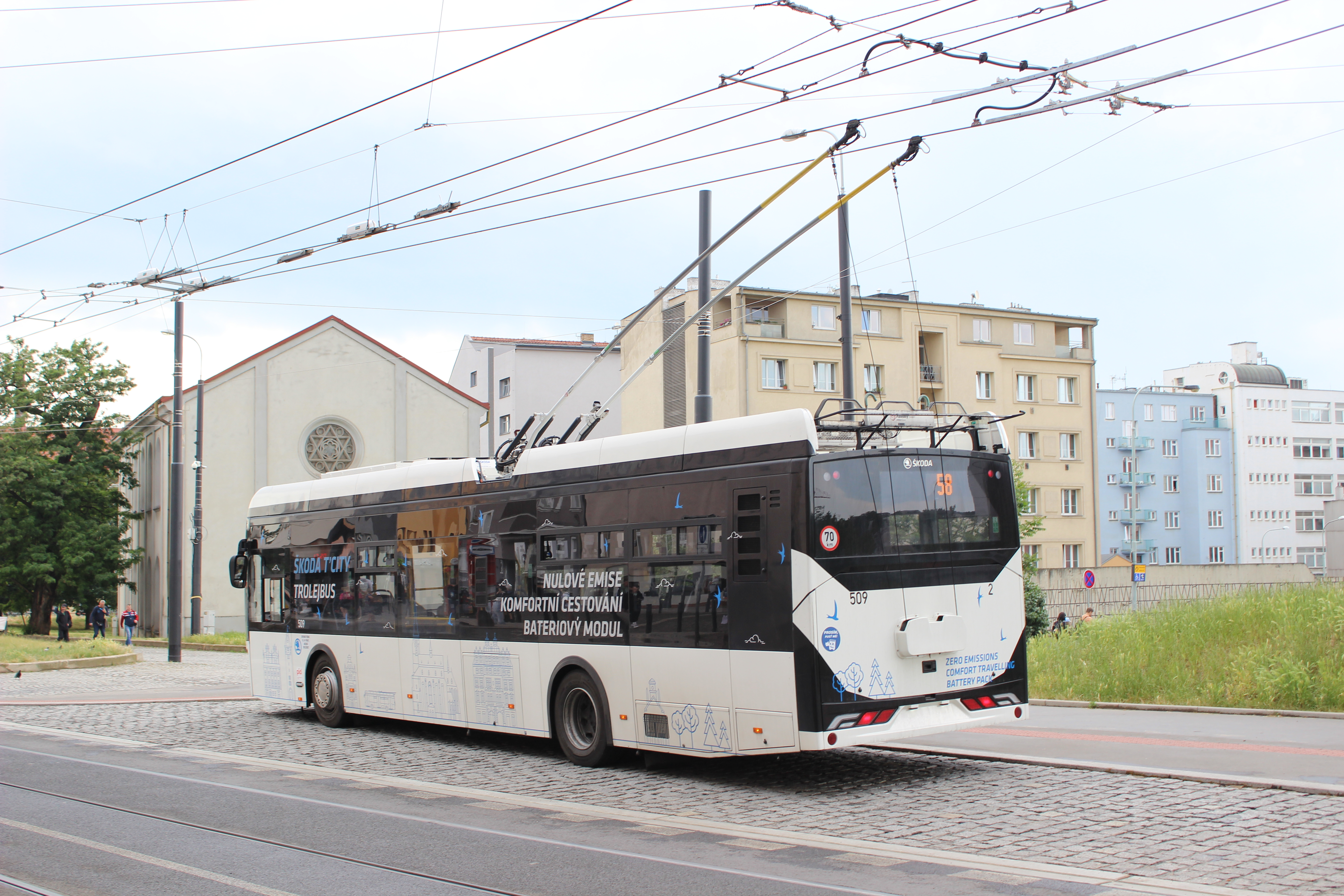
後方（プラハ）

## 運用
充電池を搭載した試作車は2022年にシュコダの公式サイトで公開された後、プルゼニ（プルゼニ・トロリーバス）で一時的な営業運転を含めた試運転を実施し、2023年1月からはプラハ（プラハ・トロリーバス）で営業運転に投入されている。
一方、量産車については2021年にオストラヴァ（オストラヴァ・トロリーバス）向けの車両の契約が行われており、その際に製造が決定した12両に加えて翌2022年にはオプション分を行使する形で6両の追加発注が実施されている。これらの車両は2023年1月以降順次営業運転に就いている。これを含め、2023年時点で導入されている、もしくは導入が決定しているシュコダ36Trの量産車は以下の通りである。
| シュコダ36Tr(量産車) 導入都市一覧 | シュコダ36Tr(量産車) 導入都市一覧         | シュコダ36Tr(量産車) 導入都市一覧 | シュコダ36Tr(量産車) 導入都市一覧 |
| 導入国                            | 都市                                      | 導入車両数                        | 備考                              |
| --------------------------------- | ----------------------------------------- | --------------------------------- | --------------------------------- |
| チェコ                            | オストラヴァ (オストラヴァ・トロリーバス) | 18両(予定)                        | 充電池を搭載                      |
| チェコ                            | オパヴァ (オパヴァ・トロリーバス)         | 3両(予定)                         | [ 8 ]                             |

## 関連車種
- シュコダ36BB（チェコ語版） - シュコダ36Trと同型の車体を有するバス（電気バス、ハイブリッドバス）[2][9]。